# 코알라
코알라(영어: Koala, 학명: Phascolarctos cinereus)는 오스트레일리아에 서식하는 초식성 유대류로, 코알라과(Phascolarctidae)에 속하는 유일한 종이다. 가장 가까운 현생 친척은 웜뱃이다. 주로 오스트레일리아 동부와 남부 해안 지역, 즉 퀸즐랜드, 뉴사우스웨일스, 빅토리아, 사우스오스트레일리아주에 분포한다. 코알라는 뭉툭하고 꼬리가 없는 몸통, 둥글고 복슬복슬한 귀, 크고 어두운 코가 있는 큰 머리로 쉽게 식별된다. 몸길이는 약 60~85cm, 몸무게는 4~15kg 정도이다. 털 색깔은 은회색부터 초콜릿 갈색까지 다양하며, 북부 개체군은 대체로 남부 개체군보다 작고 털색도 옅다. 이러한 차이로 인해 아종으로 분류되기도 하나, 모든 연구자가 이에 동의하는 것은 아니다.
코알라는 주로 유칼립투스 숲에서 서식한다. 유칼립투스 잎을 주로 섭취하기 때문인데, 유칼립투스는 영양가와 열량이 낮고, 대부분의 포유류가 기피하는 독성 물질을 포함하고 있다. 이로 인해 코알라는 활동량이 적고, 하루 최대 20시간 동안 잠을 잔다. 사회성이 낮은 동물로, 어미와 새끼를 제외하면 다른 개체 간 유대가 거의 없다. 수컷 코알라는 낮은 포효음을 통해 경쟁자를 위협하고 암컷을 유인하며, 가슴에 있는 분비샘에서 나오는 체취로 영역을 표시한다. 다른 유대류와 마찬가지로, 코알라는 배아 수준의 새끼를 낳는다. 미성숙한 새끼는 어미의 육아낭으로 기어 들어가 6~7개월 동안 생활하며, 생후 약 1년이 되면 완전히 이유된다. 천적과 기생충은 많지 않으나, 클라미디아과(Chlamydiaceae) 박테리아나 코알라 레트로바이러스에 의한 피해를 입는다.
코알라는 독특한 외모 덕분에 캥거루와 함께 오스트레일리아를 대표하는 동물로 인식된다. 수천 년 동안 원주민들에 의해 사냥되었으며, 신화와 암벽화에도 등장한다. 유럽인들은 1798년에 처음 기록하였고, 1810년에는 자연사학자 조지 페리가 코알라를 그림으로 처음 보고했다. 식물학자 로버트 브라운은 1814년 최초로 과학적으로 상세한 묘사를 남겼으나, 180년 동안 출판되지 않았다. 화가 존 굴드는 코알라를 그림과 함께 설명하여 영국 대중에게 소개하였다. 이후 19세기 동안 영국 과학자들에 의해 생물학적 정보가 더 밝혀졌다. 코알라는 국제자연보전연맹(IUCN)에 의해 취약종으로 분류되어 있으며, 농업과 도시화로 인한 서식지 파괴, 가뭄과 이에 수반된 산불 등 기후 변화와 관련된 다양한 위협을 받고 있다. 2022년 2월, 오스트레일리아 수도 준주(ACT), 뉴사우스웨일스, 퀸즐랜드에서는 공식적으로 멸종위기종으로 지정되었다.

## 신
퀸즐랜드주에 서식하는 코알라(북부 코알라)의 경우 수컷은 몸길이 674~736㎜, 몸무게 4.2~9.1㎏, 암컷은 몸길이 648~723㎜, 몸무게 4.1~7.3㎏, 호주 남부에 서식하는 코알라는 수컷은 몸길이 750~820㎜, 몸무게 9.5~14.9㎏, 암컷은 몸길이 680~730㎜, 몸무게 7~11㎏이다. 꼬리는 외부에서 보이지 않는다. 수컷은 암컷보다 몸무게가 최대 50% 무겁고 몸길이도 크다. 또한 북부 아종보다 남부 아종이 25-35% 정도 크다. 꼬리는 퇴화되어 존재하지 않는다. 체색은 뒷면이 북부인 아종은 회색이고 남부 아종은 다갈색이 될 수 있다. 드물긴 하지만 2017년 8월 호주동물원에서 흰색 아기 코알라가 태어났다. 배는 흰색에서 유백색이다. 체모는 두껍고 푸석푸석하다. 북부 아종에 비해 남부 아종은 털이 길어서 겨울 추위를 견딜 수 있게 되어 있다. 수컷의 가슴에는 갈색의 흉선이 세로로 나 있어 냄새를 풍긴다. 수컷은 흉선에서 분비되는 분비물이나 소변 냄새에 의해 자신의 영역을 주장한다. 바깥귀는 작지만 남부아종에서는 주위의 체모가 길기 때문에 귀가 커 보인다.

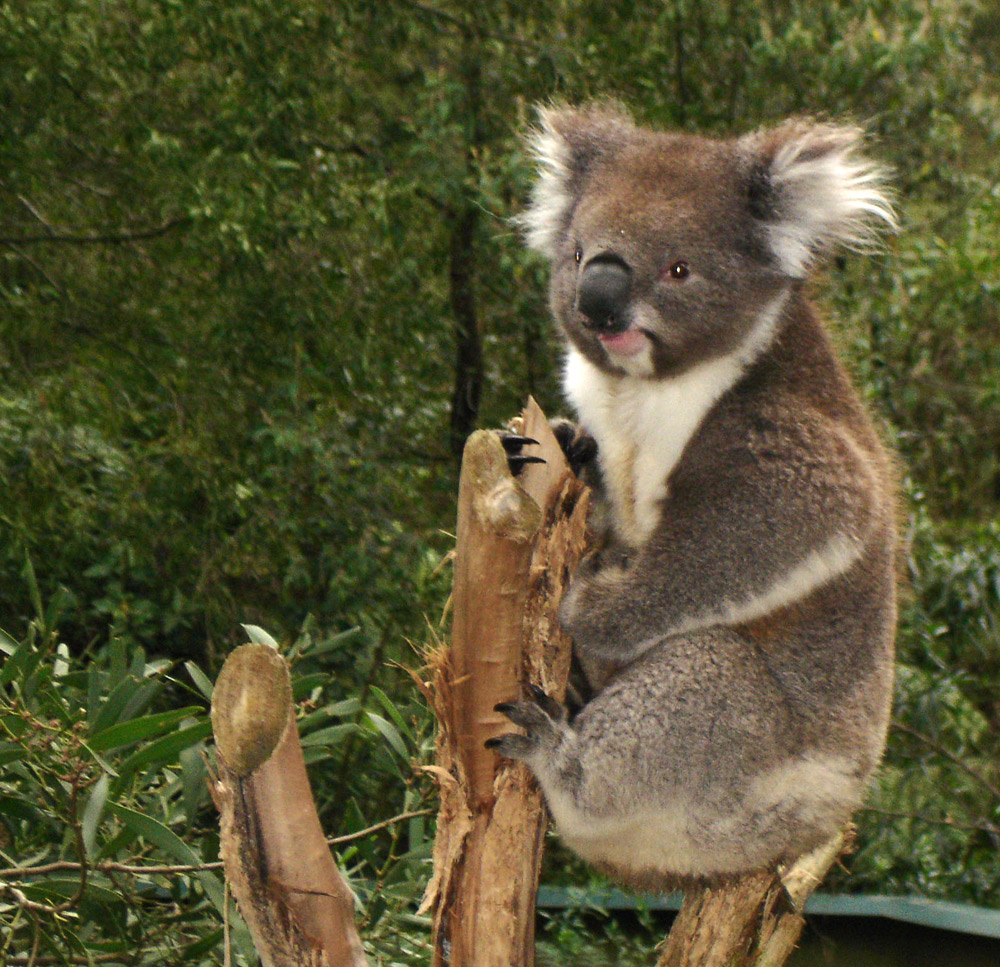
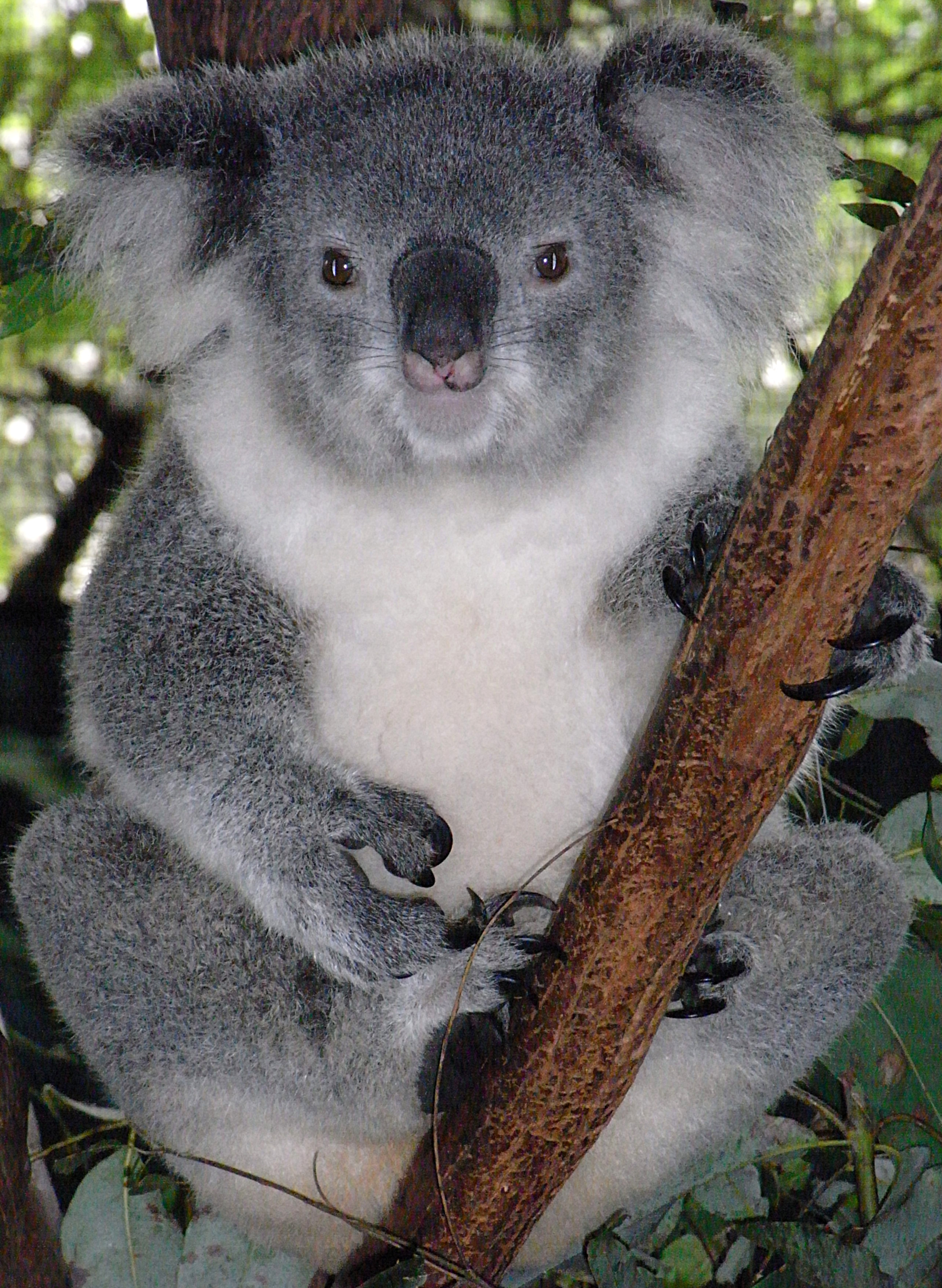

암컷은 육아낭을 가지고 있으며 이 안에 젖꼭지를 2개 가지고 있다. 육아낭은 웜뱃과 마찬가지로 물구나무를 서 있다. 즉 코알라가 앉아 있는 상태일 경우 머리가 아래쪽으로 향한다. 수컷의 생식기는 중간에서 양 갈래로 갈라져 Y자형을 하여 귀두가 2개 있다. 이는 유대류의 특징으로, 암컷의 질내가 Y자로 나뉘어 있고 가운데를 산도가 지나기 때문에 모양이 맞다. 나뭇가지 위 생활에 적응하고 있으며 지방은 적고 근육질이다. 특히 사지 근육이 발달해 있어 나무 위를 빠르게 이동할 수 있다. 손발에는 날카로운 발톱이 달린 다섯 개의 손가락을 가진다. 앞발은 첫째 손가락과 둘째 손가락이 붙어있고, 나머지 세 손가락이 마주보고 있어 나뭇가지 등을 잡을 수 있다. 또한 뒷다리의 둘째 손가락과 셋째 손가락이 붙어 있고, 첫째 손가락과 다른 네 손가락이 마주보고 있어 앞다리와 마찬가지로 나뭇가지를 잡을 수 있게 되어 있다. 또 뒷다리의 둘째 손가락, 셋째 손가락 손톱이 다른 손톱보다 조금 길어 이를 사용해 털을 다듬는다. 이빨은 육식동물이 아니기 때문에 크지는 않지만, 어금니는 잘 발달해 있어 나이가 들면서 닳아 간다.

## 생활
주로 밤에 활동하며, 유칼립투스의 삼림지에만 서식하며 이 나무의 잎들이 그들의 식단의 대부분을 차지한다. 이 유칼립투스 식단은 영양과 칼로리 함량이 제한되어 있기 때문에, 코알라는 주로 앉아서 하루에 20시간까지 잠을 잔다. 보금자리는 만들지 않고, 낮에는 나뭇가지 위에 안전하게 걸터앉아서 낮잠을 잔다. 대부분 단독으로 생활하고 성질은 순하고 동작도 느리다. 수명은 15-20년 정도이다. 임신 기간은 약 35일이고, 보통 한 배에 한 마리의 새끼를 낳는다. 새끼는 몸길이 1.7-1.9cm, 몸무게 1g 이하이고, 털이 나지 않은 미숙한 상태로 태어난다. 그 뒤 육아낭 안에서 몇 달 동안 자란 뒤, 약 6달 동안 어미에게 업혀 지낸다. 새끼가 젖을 뗄 무렵에는 어미의 항문에 입을 대고 반쯤 소화된 유칼립투스나무 잎을 먹는다. 모피 때문에 남획되어 수가 감소하였으므로, 현재는 오스트레일리아·미국·일본 등지의 동물원에서 양육·보호되고 있다. 오스트레일리아 남동부에 분포한다.

## 이름의 유래
코알라는 오스트레일리아 원주민의 언어인 다루크어로 "물을 먹지 않는다"라는 의미를 가진 굴라(gula)에서 비롯된 이름이다. 유럽에서 건너간 초기 이주민들은 코알라를 토종곰, 코알라곰 등으로 불렀으나 생물학적으로 코알라는 곰과는 아무런 연관이 없다. 그러나 초기 이주민의 선입견은 코알라의 학명에도 영향을 끼쳤다. 코알라의 학명 Phascolarctos는 주머니달린(그리스어: phaskolos) 곰(그리스어: arctos)이란 뜻이다.

## 사진

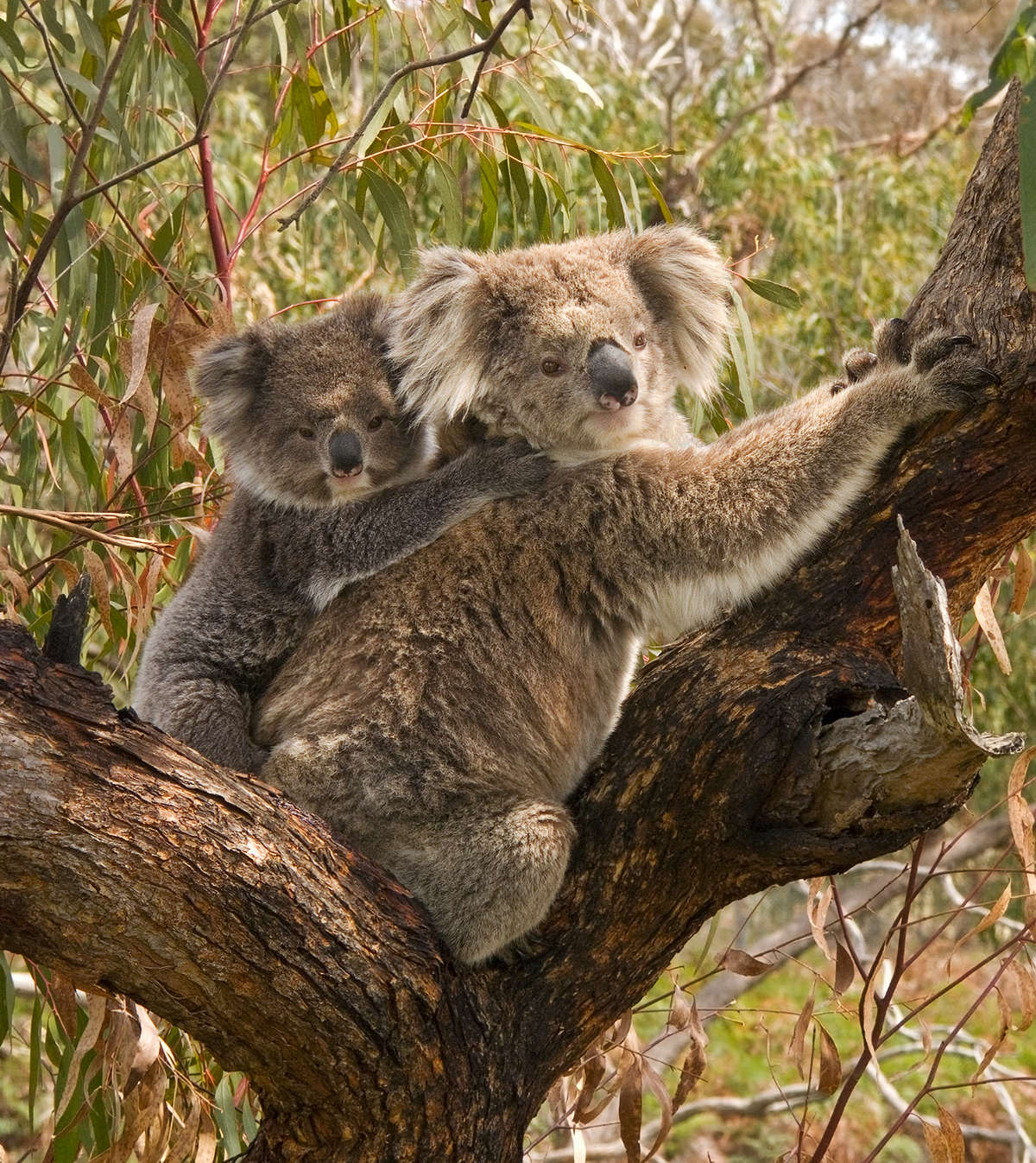
어미와 아기

## 계통 분류
다음은 캥거루목의 계통 분류이다.

|          | 코알라과                                                     |
|          |                                                              |
| 웜뱃상과 | \| \| † Diprotodontidae \| \| \| \| \| \| 웜뱃과 \| \| \| \| |
|          | \| \| † Diprotodontidae \| \| \| \| \| \| 웜뱃과 \| \| \| \| |
|          | † Diprotodontidae                                            |
|          |                                                              |
|          | 웜뱃과                                                       |
|          |                                                              |

|  | † Diprotodontidae |
|  |                   |
|  | 웜뱃과            |
|  |                   |

|  | 사향쥐캥거루과                                          |
|  |                                                         |
|  | \| \| 쥐캥거루과 \| \| \| \| \| \| 캥거루과 \| \| \| \| |
|  |                                                         |
|  | 쥐캥거루과                                              |
|  |                                                         |
|  | 캥거루과                                                |
|  |                                                         |

|  | 쥐캥거루과 |
|  |            |
|  | 캥거루과   |
|  |            |

|  | 쿠스쿠스과     |
|  |                |
|  | 꼬마주머니쥐과 |
|  |                |

|  | 주머니하늘다람쥐과                                                  |
|  |                                                                     |
|  | \| \| 꿀주머니쥐과 \| \| \| \| \| \| 깃털꼬리주머니쥐과 \| \| \| \| |
|  |                                                                     |
|  | 꿀주머니쥐과                                                        |
|  |                                                                     |
|  | 깃털꼬리주머니쥐과                                                  |
|  |                                                                     |

|  | 꿀주머니쥐과       |
|  |                    |
|  | 깃털꼬리주머니쥐과 |
|  |                    |

|  | 주머니하늘다람쥐과                                                  |
|  |                                                                     |
|  | \| \| 꿀주머니쥐과 \| \| \| \| \| \| 깃털꼬리주머니쥐과 \| \| \| \| |
|  |                                                                     |
|  | 꿀주머니쥐과                                                        |
|  |                                                                     |
|  | 깃털꼬리주머니쥐과                                                  |
|  |                                                                     |

|  | 꿀주머니쥐과       |
|  |                    |
|  | 깃털꼬리주머니쥐과 |
|  |                    |

|  | 쿠스쿠스과     |
|  |                |
|  | 꼬마주머니쥐과 |
|  |                |

|  | 주머니하늘다람쥐과                                                  |
|  |                                                                     |
|  | \| \| 꿀주머니쥐과 \| \| \| \| \| \| 깃털꼬리주머니쥐과 \| \| \| \| |
|  |                                                                     |
|  | 꿀주머니쥐과                                                        |
|  |                                                                     |
|  | 깃털꼬리주머니쥐과                                                  |
|  |                                                                     |

|  | 꿀주머니쥐과       |
|  |                    |
|  | 깃털꼬리주머니쥐과 |
|  |                    |

|  | 주머니하늘다람쥐과                                                  |
|  |                                                                     |
|  | \| \| 꿀주머니쥐과 \| \| \| \| \| \| 깃털꼬리주머니쥐과 \| \| \| \| |
|  |                                                                     |
|  | 꿀주머니쥐과                                                        |
|  |                                                                     |
|  | 깃털꼬리주머니쥐과                                                  |
|  |                                                                     |

|  | 꿀주머니쥐과       |
|  |                    |
|  | 깃털꼬리주머니쥐과 |
|  |                    |

|  | 사향쥐캥거루과                                          |
|  |                                                         |
|  | \| \| 쥐캥거루과 \| \| \| \| \| \| 캥거루과 \| \| \| \| |
|  |                                                         |
|  | 쥐캥거루과                                              |
|  |                                                         |
|  | 캥거루과                                                |
|  |                                                         |

|  | 쥐캥거루과 |
|  |            |
|  | 캥거루과   |
|  |            |

|  | 쿠스쿠스과     |
|  |                |
|  | 꼬마주머니쥐과 |
|  |                |

|  | 주머니하늘다람쥐과                                                  |
|  |                                                                     |
|  | \| \| 꿀주머니쥐과 \| \| \| \| \| \| 깃털꼬리주머니쥐과 \| \| \| \| |
|  |                                                                     |
|  | 꿀주머니쥐과                                                        |
|  |                                                                     |
|  | 깃털꼬리주머니쥐과                                                  |
|  |                                                                     |

|  | 꿀주머니쥐과       |
|  |                    |
|  | 깃털꼬리주머니쥐과 |
|  |                    |

|  | 주머니하늘다람쥐과                                                  |
|  |                                                                     |
|  | \| \| 꿀주머니쥐과 \| \| \| \| \| \| 깃털꼬리주머니쥐과 \| \| \| \| |
|  |                                                                     |
|  | 꿀주머니쥐과                                                        |
|  |                                                                     |
|  | 깃털꼬리주머니쥐과                                                  |
|  |                                                                     |

|  | 꿀주머니쥐과       |
|  |                    |
|  | 깃털꼬리주머니쥐과 |
|  |                    |

|  | 쿠스쿠스과     |
|  |                |
|  | 꼬마주머니쥐과 |
|  |                |

|  | 주머니하늘다람쥐과                                                  |
|  |                                                                     |
|  | \| \| 꿀주머니쥐과 \| \| \| \| \| \| 깃털꼬리주머니쥐과 \| \| \| \| |
|  |                                                                     |
|  | 꿀주머니쥐과                                                        |
|  |                                                                     |
|  | 깃털꼬리주머니쥐과                                                  |
|  |                                                                     |

|  | 꿀주머니쥐과       |
|  |                    |
|  | 깃털꼬리주머니쥐과 |
|  |                    |

|  | 주머니하늘다람쥐과                                                  |
|  |                                                                     |
|  | \| \| 꿀주머니쥐과 \| \| \| \| \| \| 깃털꼬리주머니쥐과 \| \| \| \| |
|  |                                                                     |
|  | 꿀주머니쥐과                                                        |
|  |                                                                     |
|  | 깃털꼬리주머니쥐과                                                  |
|  |                                                                     |

|  | 꿀주머니쥐과       |
|  |                    |
|  | 깃털꼬리주머니쥐과 |
|  |                    |

|          | 코알라과                                                     |
|          |                                                              |
| 웜뱃상과 | \| \| † Diprotodontidae \| \| \| \| \| \| 웜뱃과 \| \| \| \| |
|          | \| \| † Diprotodontidae \| \| \| \| \| \| 웜뱃과 \| \| \| \| |
|          | † Diprotodontidae                                            |
|          |                                                              |
|          | 웜뱃과                                                       |
|          |                                                              |

|  | † Diprotodontidae |
|  |                   |
|  | 웜뱃과            |
|  |                   |

|  | 사향쥐캥거루과                                          |
|  |                                                         |
|  | \| \| 쥐캥거루과 \| \| \| \| \| \| 캥거루과 \| \| \| \| |
|  |                                                         |
|  | 쥐캥거루과                                              |
|  |                                                         |
|  | 캥거루과                                                |
|  |                                                         |

|  | 쥐캥거루과 |
|  |            |
|  | 캥거루과   |
|  |            |

|  | 쿠스쿠스과     |
|  |                |
|  | 꼬마주머니쥐과 |
|  |                |

|  | 주머니하늘다람쥐과                                                  |
|  |                                                                     |
|  | \| \| 꿀주머니쥐과 \| \| \| \| \| \| 깃털꼬리주머니쥐과 \| \| \| \| |
|  |                                                                     |
|  | 꿀주머니쥐과                                                        |
|  |                                                                     |
|  | 깃털꼬리주머니쥐과                                                  |
|  |                                                                     |

|  | 꿀주머니쥐과       |
|  |                    |
|  | 깃털꼬리주머니쥐과 |
|  |                    |

|  | 주머니하늘다람쥐과                                                  |
|  |                                                                     |
|  | \| \| 꿀주머니쥐과 \| \| \| \| \| \| 깃털꼬리주머니쥐과 \| \| \| \| |
|  |                                                                     |
|  | 꿀주머니쥐과                                                        |
|  |                                                                     |
|  | 깃털꼬리주머니쥐과                                                  |
|  |                                                                     |

|  | 꿀주머니쥐과       |
|  |                    |
|  | 깃털꼬리주머니쥐과 |
|  |                    |

|  | 쿠스쿠스과     |
|  |                |
|  | 꼬마주머니쥐과 |
|  |                |

|  | 주머니하늘다람쥐과                                                  |
|  |                                                                     |
|  | \| \| 꿀주머니쥐과 \| \| \| \| \| \| 깃털꼬리주머니쥐과 \| \| \| \| |
|  |                                                                     |
|  | 꿀주머니쥐과                                                        |
|  |                                                                     |
|  | 깃털꼬리주머니쥐과                                                  |
|  |                                                                     |

|  | 꿀주머니쥐과       |
|  |                    |
|  | 깃털꼬리주머니쥐과 |
|  |                    |

|  | 주머니하늘다람쥐과                                                  |
|  |                                                                     |
|  | \| \| 꿀주머니쥐과 \| \| \| \| \| \| 깃털꼬리주머니쥐과 \| \| \| \| |
|  |                                                                     |
|  | 꿀주머니쥐과                                                        |
|  |                                                                     |
|  | 깃털꼬리주머니쥐과                                                  |
|  |                                                                     |

|  | 꿀주머니쥐과       |
|  |                    |
|  | 깃털꼬리주머니쥐과 |
|  |                    |

|  | 사향쥐캥거루과                                          |
|  |                                                         |
|  | \| \| 쥐캥거루과 \| \| \| \| \| \| 캥거루과 \| \| \| \| |
|  |                                                         |
|  | 쥐캥거루과                                              |
|  |                                                         |
|  | 캥거루과                                                |
|  |                                                         |

|  | 쥐캥거루과 |
|  |            |
|  | 캥거루과   |
|  |            |

|  | 쿠스쿠스과     |
|  |                |
|  | 꼬마주머니쥐과 |
|  |                |

|  | 주머니하늘다람쥐과                                                  |
|  |                                                                     |
|  | \| \| 꿀주머니쥐과 \| \| \| \| \| \| 깃털꼬리주머니쥐과 \| \| \| \| |
|  |                                                                     |
|  | 꿀주머니쥐과                                                        |
|  |                                                                     |
|  | 깃털꼬리주머니쥐과                                                  |
|  |                                                                     |

|  | 꿀주머니쥐과       |
|  |                    |
|  | 깃털꼬리주머니쥐과 |
|  |                    |

|  | 주머니하늘다람쥐과                                                  |
|  |                                                                     |
|  | \| \| 꿀주머니쥐과 \| \| \| \| \| \| 깃털꼬리주머니쥐과 \| \| \| \| |
|  |                                                                     |
|  | 꿀주머니쥐과                                                        |
|  |                                                                     |
|  | 깃털꼬리주머니쥐과                                                  |
|  |                                                                     |

|  | 꿀주머니쥐과       |
|  |                    |
|  | 깃털꼬리주머니쥐과 |
|  |                    |

|  | 쿠스쿠스과     |
|  |                |
|  | 꼬마주머니쥐과 |
|  |                |

|  | 주머니하늘다람쥐과                                                  |
|  |                                                                     |
|  | \| \| 꿀주머니쥐과 \| \| \| \| \| \| 깃털꼬리주머니쥐과 \| \| \| \| |
|  |                                                                     |
|  | 꿀주머니쥐과                                                        |
|  |                                                                     |
|  | 깃털꼬리주머니쥐과                                                  |
|  |                                                                     |

|  | 꿀주머니쥐과       |
|  |                    |
|  | 깃털꼬리주머니쥐과 |
|  |                    |

|  | 주머니하늘다람쥐과                                                  |
|  |                                                                     |
|  | \| \| 꿀주머니쥐과 \| \| \| \| \| \| 깃털꼬리주머니쥐과 \| \| \| \| |
|  |                                                                     |
|  | 꿀주머니쥐과                                                        |
|  |                                                                     |
|  | 깃털꼬리주머니쥐과                                                  |
|  |                                                                     |

|  | 꿀주머니쥐과       |
|  |                    |
|  | 깃털꼬리주머니쥐과 |
|  |                    |

## 대중 문화

#### 캐릭터
- 와일드 - 나이젤

## 기타
천적은 딩고, 여우, 대형맹금류다.